# 이의양 필 산수도
이의양 필 산수도(李義養 筆 山水圖)는 부산광역시 남구 부산광역시립박물관에 있는, 이의양이 그린 조선시대의 산수도이다.  2007년 9월 7일 부산광역시 유형문화재 제79호로 지정되었다.

## 개요
이 작품은 1811년(순조 11) 조선조 마지막 통신사인 제12차 통신사 김이교(金履喬) 사행(使行)에 화사(畵師)로 참여한 부사용 이의양(副司勇 李義養)이 당시 일본 수묵화의 대가로 불렸던 다니 분초(谷文晁)의 그림을 보고 그린 수묵산수화이다. 
그림의 제시(題詩) 또한 통신사행의 차상통사(次上通事)로 참여한 전판관 진동익(前判官 秦東益)이 짓고 쓴 것이다.
그림의 내용은 다니 분초의 작품을 모방한 남종화 계열의 산수화로, 평화롭고 고즈넉한 산수풍경과 이를 감상하는 점경인물을 그려내고 있다. 화면은 이단 구도로 상단에는 주봉우리들을, 하단에는 근경의 언덕과 나무들을 묘사하였다
이 작품은 도화서 화원이지만 남종화에 능했던 이의양의 회화기량을 잘 보여줄 뿐 아니라, 1811년 통신사행에서 일본과의 서화(書畵) 교류의 또 다른 양상을 확인할 수 있는 산수화이다.
이의양필 산수도는 통신사행을 통하여 일본에서 일본화가의 그림과 견주어 그린 그림으로 조선시대 한·일 문화교류의 직접적 유물이며, 같이 사행(使行)한 명필로 알려진 진동익의 글씨가 덧붙여져 주목된다. 
통신사 사행의 출발지이자 귀환지로 통신사와 밀접한 관계를 지니고 있는 부산으로서는 매우 귀중한 자료적 가치를 지닌 문화재로 평가된다.

## 참고 자료
- 이의양 필 산수도 - 국가유산청 국가유산포털